# Fekete György (országbíró)
Galánthai gróf Fekete György (Pápa, 1711. március 13. – Pest, 1788. október 18.) országbíró, valóságos belső titkos tanácsos, a Fekete család sarja.

## Élete
1730-ban a bécsi egyetemen végezte tanulmányait és közügyvédből királyi ügyvéd, császári és királyi helytartósági tanácsos, 1752-ben királyi személynök, valóságos belső titkos tanácsos, 1751. július 30-tól Arad vármegye főispánja,  a Szent István-rend közép-, utóbb nagy-keresztese, királyi főudvarmester és 1770-től alkancellár lett, 1760-ban pedig római sz. birodalmi grófi rangra emelték. 1773-tól az országbírói méltóságot is viselte; 1770-től 1784-ig az egyetem és összes tanulmányi ügyek főigazgatója volt.
Munkája: Comitis Georgii condam Fekete de Galantha problemata juridica, seu quaestiones, in causis, per excelsam curiam regiam, anno 1777 et sequ. revisis, pro et contra ventillata. Edidit Joannes Csaplovics de Jeszenova. Posonii, 1814. (Kézirata a Magyar Nemzeti Múzeumban.)